# Теглевы
Теглевы — дворянский род.

## Происхождение и история рода
Согласно А. А. Бобринскому, в 1425 году к великому князю Василию Тёмному из Большой Орды выехали Багрим и Батый с пасынком Одром. У Одра был правнук Юрий Тегль, который стал родоначальником Теглевых. Согласно Энциклопедическому словарю Брокгауза и Эфрона, родоначальником Темлевых был сын выехавшего из Большой Орды к великому князю Василию Тёмному мурзы Багрима (в крещении: Ильи) Юрий.
В XVII веке Теглевы служили по московскому списку. Род внесён в VI и II части родословных книг Санкт-Петербургской, Новгородской, Тульской и Владимирской губерний.

## Описание герба
В голубом поле в нижней части изображены: золотой полумесяц, рогами в правую сторону обращённый, и рука в латах, из облаков выходящая, держащая за острия две серебряные стрелы, бунчук, имеющий древко золотое, с птицей, сидящею на поверхности бунчука и сабли.
На щите дворянский коронованный шлем. Нашлемник: три страусовых пера. Намёт на щите голубой, подложенный золотом. Герб рода Теглевых внесён в Часть 2 Общего гербовника дворянских родов Всероссийской империи, стр. 54.

## Известные представители
- Теглев Василий Иванович — московский дворянин (1658—1677).
- Теглевы: Григорий Ефимович и Лаврентий Сергеевич — московские дворяне (1679—1695)[3].
- Теглев, Алексей Васильевич (1791—1854) — генерал-майор флота.
- Теглева, Александра Александровна (Шура или Саша Теглева; 1884—1955) — русская дворянка, служившая няней при российском императорском дворе.